# Art Cross
Arthur Francis Cross, detto Art (Jersey City, 24 gennaio 1918 – La Porte, 15 aprile 2005), è stato un pilota automobilistico statunitense, giunto secondo alla 500 Miglia di Indianapolis nel 1953.
In totale ha partecipato a quattro edizioni della 500 Miglia, che in quegli anni valeva anche per il Campionato mondiale di Formula 1. Nel 1952 è stato il primo pilota ad essere insignito del titolo di "esordiente dell'anno" (rookie of the year) ad Indianapolis.
Dopo essersi ritirato dalle corse si è dedicato alla sua fattoria di LaPorte comprata con i premi della 500 Miglia.
Cross scompare nel 2005; dopo i funerali il suo corpo venne cremato.

## Risultati in Formula 1
| 1952 | Scuderia                    | Vettura           |  |   |  |  |  |  |  |  |  | Punti | Pos. |
| ---- | --------------------------- | ----------------- |  | - |  |  |  |  |  |  |  | ----- | ---- |
| 1952 | Bowes Seal Fast / Ray Brady | Kurtis Kraft 4000 |  | 5 |  |  |  |  |  |  |  | 2     | 20º  |

| 1953 | Scuderia                    | Vettura           |  |   |  |  |  |  |  |  |  | Punti | Pos. |
| ---- | --------------------------- | ----------------- |  | - |  |  |  |  |  |  |  | ----- | ---- |
| 1953 | Springfield Welding / Paoli | Kurtis Kraft 4000 |  | 2 |  |  |  |  |  |  |  | 6     | 10º  |

| 1954 | Scuderia           | Vettura           |  |    |  |  |  |  |  |  |  | Punti | Pos. |
| ---- | ------------------ | ----------------- |  | -- |  |  |  |  |  |  |  | ----- | ---- |
| 1954 | Bardahl / Ed Walsh | Kurtis Kraft 4000 |  | 11 |  |  |  |  |  |  |  | 0     |      |

| 1955 | Scuderia           | Vettura           |  |  |    |  |  |  |  |  |  | Punti | Pos. |
| ---- | ------------------ | ----------------- |  |  | -- |  |  |  |  |  |  | ----- | ---- |
| 1955 | Bardahl / Ed Walsh | Kurtis Kraft 500C |  |  | 17 |  |  |  |  |  |  | 0     |      |

| Legenda | 1º posto     | 2º posto | 3º posto    | A punti         | Senza punti/Non class.  | Grassetto – Pole position Corsivo – Giro più veloce |
| Legenda | Squalificato | Ritirato | Non partito | Non qualificato | Solo prove/Terzo pilota | Grassetto – Pole position Corsivo – Giro più veloce |